# Méthode française de dimensionnement des chaussées
Le dimensionnement d’une chaussée consiste à déterminer la nature et l’épaisseur des couches qui la constituent afin qu’elle puisse résister aux diverses agressions auxquelles elle sera soumise tout au long de sa vie. La méthode française de dimensionnement est une méthode dite semi-empirique, c'est-à-dire qu'elle tient compte à la fois de l’observation des chaussées existantes, et de modèles mécaniques de comportement des matériaux et des assises de chaussées. Des catalogues de structures types ont été élaborés afin de permettre de choisir très simplement le dimensionnement pratique des structures d’une chaussée en fonction du trafic supporté, du type de voie et de la plateforme support. Le catalogue en vigueur en France est celui de 1998.

## Histoire
La méthode française de dimensionnement des chaussées a été développée dans les années 1960 pour la reconstruction du réseau endommagé par l’hiver exceptionnel de 1962-1963. Le premier catalogue des structures de chaussées mi-emprique, mi-calculé a été établi en 1971. Une nouvelle version totalement calculée a été produite en 1977.
La dernière version du catalogue des structures-types de chaussées date de 1998.
La démarche employée est identique à celle du catalogue de 1977 mais comporte deux étapes supplémentaires :
- la détermination de la catégorie de la voie,
- le choix de la composition de la couche de surface.

On notera que la détermination de la catégorie de la voie fait toujours référence à la circulaire du 9 décembre 1991 définissant une typologie des routes en milieu urbain. Or depuis 2002, la décentralisation et le transfert aux départements des deux-tiers du linéaire de routes nationales ont contribué à changer notablement cette catégorisation. Mais il n’y a pas encore eu de réactualisation de la terminologie.

## Méthode pratique
Le catalogue se présente sous la forme d’un jeu de fiches de structures définies à partir de la catégorie de la voie, du trafic cumulé que devra supporter la chaussée et de la plateforme support de chaussée.
Le synoptique de la démarche suivie par le concepteur est le suivant :

Synoptique de la démarche de détermination d’une structure de chaussée

## Détermination de la catégorie de la voie
Pour le dimensionnement des chaussées, on différenciera deux types de routes :
- les voies du réseau structurant (VRS) correspondant aux types 1 et 2 de la typologie des routes en milieu urbain (autoroutes et routes express),
- les voies du réseau non structurant correspondant aux types 3 et 4 de la typologie des routes en milieu urbain (artères interurbaines et autres routes),

## Détermination de la classe de trafic
Dans les fiches de structures, la donnée de trafic prise en compte est une classe de trafic cumulé.
Il convient ensuite de répartir le trafic poids lourds par voie de circulation et de calculer le nombre cumulé de poids lourds sur la voie la plus chargée.

## Détermination de la plateforme support de chaussée
Articles associés :
- Partie supérieure des terrassements
- Arase de terrassements
- Couche de forme
- Portance
- Essai de déformabilité à la plaque
- Essai de déformabilité à la dynaplaque
- Déflexion
- Déflectographe
- Poutre Benkelman

## Choix de la structure de chaussée
Les paramètres précédents ayant été définis, il suffit de choisir une ou plusieurs structures à partir des fiches de structures.

## Choix de la couche de surface
Toutes les fiches de structure, excepté celles des chaussées béton, font apparaître une couche de surface, notée CS. Cette couche de surface comprend une couche de roulement et éventuellement une voire deux couches de liaison. Pour la plupart des fiches de structures, plusieurs combinaisons de couches de surface sont possibles.

## Vérification au gel-dégel
La vérification au gel consiste à comparer :
- L’indice de gel atmosphérique de référence, noté IR,qui caractérise la rigueur de l’hiver vis-à-vis duquel on souhaite protéger la chaussée,
- à l’indice de gel admissible de la chaussée, noté IA, Cet indice s’évalue en fonction de la structure de chaussée, de la sensibilité au gel et de l’épaisseur non gélive de son support.

Articles associés :
- Gélivité

### Origine du texte
- Cet article est partiellement ou en totalité issu du site Cours de génie civil - année 2007-2008, Hervé Brunel , le texte ayant été placé par l’auteur ou le responsable de publication sous la licence de documentation libre GNU ou une licence compatible.

### Autres références
1. ↑   « Réseau routier national – Catalogue des structures types de chaussées neuves – SETRA-LCPC – Edition 1998.